# Nguyễn Đức Chính (Quảng Trị)
Nguyễn Đức Chính (sinh ngày 2 tháng 12 năm 1959) là một chính trị gia người Việt Nam. Ông nguyên là Phó Bí thư Tỉnh ủy, Chủ tịch Ủy ban nhân dân tỉnh Quảng Trị nhiệm kì 2016-2020.

## Xuất thân
Ông sinh ngày 2 tháng 12 năm 1959, quê quán ở thị trấn Gio Linh, huyện Gio Linh, tỉnh Quảng Trị.

## Giáo dục
- Cử nhân Ngữ văn
- Cử nhân Luật

## Sự nghiệp
Ngày 17 tháng 11 năm 2014, ông được Hội đồng nhân dân tỉnh Quảng Trị bầu làm Chủ tịch Ủy ban nhân dân tỉnh Quảng Trị nhiệm kì 2011-2016 trong phiên họp bất thường (kỳ họp thứ 13, khóa VI), với 45/45 số phiếu đồng thuận, thay cho Nguyễn Đức Cường nghỉ hưu. Lúc này ông đang giữ chức Phó Bí thư Tỉnh ủy, Phó chủ tịch UBND tỉnh Quảng Trị.
Ngày 30 tháng 6 năm 2016, tại kỳ họp thứ nhất của HĐND tỉnh Quảng Trị khóa VII, ông được bầu tái đắc cử Chủ tịch UBND tỉnh Quảng Trị nhiệm kỳ 2016 - 2021 với 100% số phiếu đồng thuận.
Từ ngày 1 tháng 2 năm 2020, ông Nguyễn Đức Chính chính thức nghỉ hưu theo chế độ nhà nước Việt Nam. Ông Hà Sỹ Đồng, Phó Chủ tịch thường trực tỉnh Quảng Trị được giao thực hiện nhiệm vụ của chức danh Chủ tịch UBND tỉnh Quảng Trị trong thời gian chờ bầu Chủ tịch mới.